# Autel privilégié

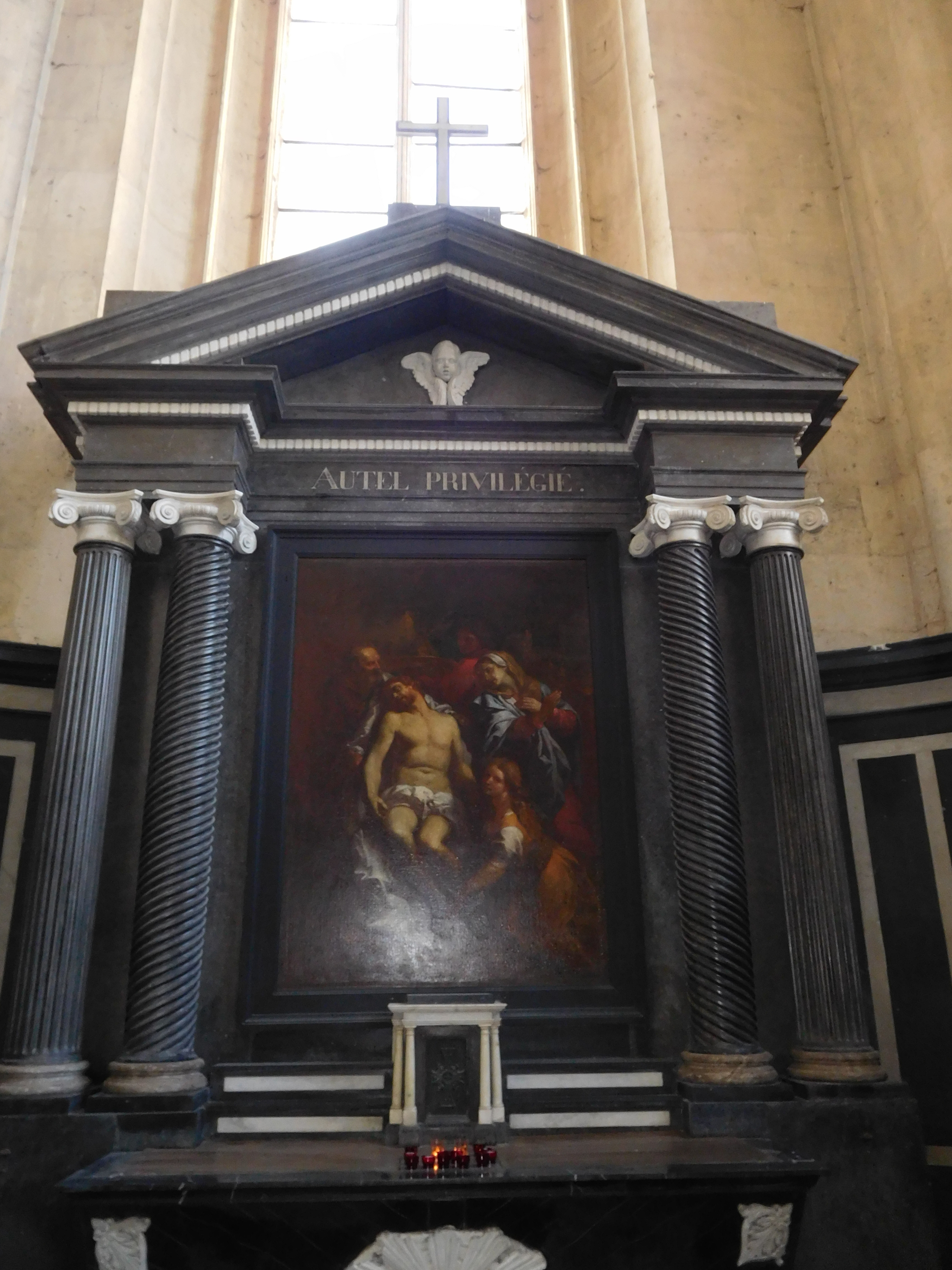
Un autel privilégié dans la cathédrale de Beauvais.

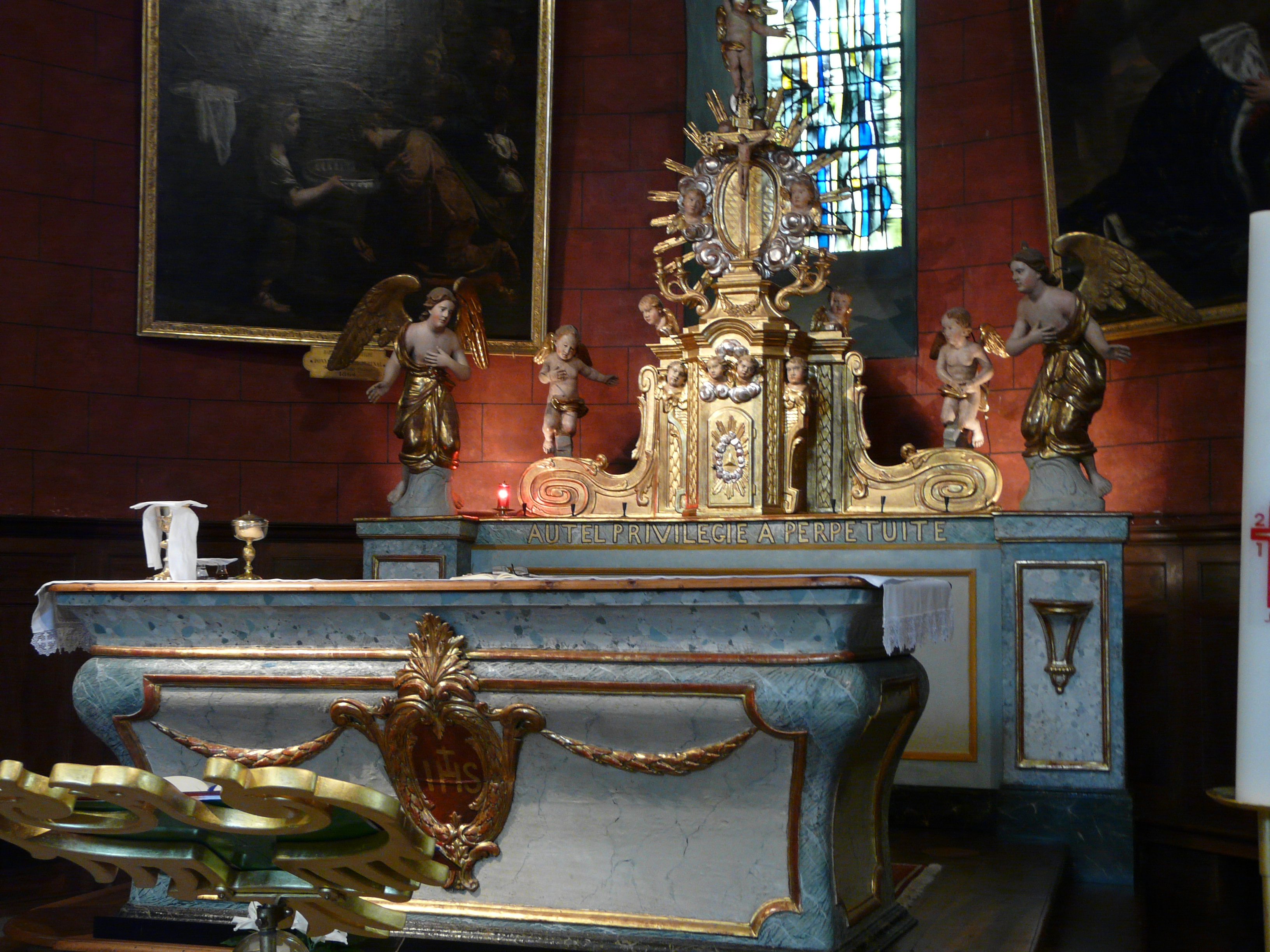
Au second plan, l'autel privilégié de l'église Saint-André de Luz (Hautes-Pyrénées).

Un autel privilégié (en latin ‘altare privilegiatum’) est l'autel d’une des chapelles secondaires de certaines églises catholiques où, par indult pontifical, une messe pour le repos des défunts (‘messe des morts') pouvait être célébrée quelle que soit la fête liturgique du jour. À l’autel, et à cette 'messe des morts', était attachée une indulgence réduisant ou annulant le séjour en purgatoire du défunt pour lequel la messe était dite. 
D’après le cardinal Robert Bellarmin qui, avec deux autres cardinaux fut chargé au XVIe siècle par le pape Clément VIII d’étudier la question, cette coutume, introduite avec largesse par Grégoire XIII, avait finalement paru n'avoir pas de fondement assez solide dans la Tradition. Le cardinal Bellarmin lui-même, très éminent théologien, était fort réservé quant à cette discipline et s'est réjoui de ce que Clément VIII n’ait plus accordé ce privilège qu’accompagné de sévères restrictions.

## Décret du pape Paul VI
Si l’on peut encore voir dans de nombreuses églises l'inscription ‘Autel privilégié’ en grandes lettres au-dessus d’un autel, il n'a plus actuellement de signification théologique et pratique, la notion d'"autel privilégié" ayant été abolie par l'article 12 de la Constitution apostolique Indulgentiarum Doctrina décrétée par le pape Paul VI le 1er janvier 1967, qui considère que tout autel d'église est, en réalité, privilégié, et que tout fidèle peut y gagner des indulgences pour la vie qui vient après la mort, à condition d'être dans les dispositions disciplinaires et sacramentelles requises par l'Église : 
"Pour l’indulgence plénière, il a semblé opportun de diminuer convenablement leur nombre, afin que les fidèles gardent une juste estime de l’indulgence plénière et puissent la gagner s’ils sont dans les dispositions voulues. On fait peu attention à ce qui arrive trop souvent ; ce qui est offert trop abondamment est peu apprécié ; alors que la plupart des fidèles ont besoin d’un temps convenable pour bien se préparer à gagner l’indulgence plénière.
"Pour les indulgences attachées à des choses et à des lieux (réelles et locales), non seulement leur nombre a été fortement réduit, mais leur nom a été supprimé, pour qu’apparaisse plus clairement que les indulgences enrichissent les actions des fidèles, non pas les choses ni les lieux, qui sont seulement l’occasion de gagner des indulgences. Bien plus, les membres des associations pieuses peuvent gagner les indulgences qui leur sont propres en accomplissant les œuvres prescrites, sans que l’usage de signes distinctifs ne soit exigé.
"N. 20. Notre sainte Mère l’Église, dans sa très grande sollicitude pour les fidèles défunts, a prescrit qu’à chaque sacrifice de la Messe, des suffrages soient très largement exprimés pour eux, tout privilège à ce sujet étant aboli."